# KF Feronikeli
El Klubi Futbollistik Ferronikeli és un equip de futbol situat a la ciutat de Gllogovc (Kosovo). L'estadi del club és el Rexhep Rexhepi, i actualment milita a la Raiffeisen Superlliga, la primera divisió del país.
L'equip ha estat associat, històricament, amb la companyia NewCo Ferronikeli, un complex miner i metal·lúrgic proper, des que aquest va ser construït el 1984.

## Palmarès
Lliga
Superlliga de Kosovo
- Campions (3): 2014–15, 2015–16, 2018/19

Segona Divisió
- Campions (1): 2011–12

Copa
Copa de Kosovo
- Campions (2): 2013–14, 2014–15

Supercopa de Kosovo
- Campions (1): 2014–15

Copa Independència
- Campions (1): 2014